# Volby do zastupitelských orgánů Československa 1971
Volby do zastupitelských orgánů Československa 1971 se konaly v Československu 26. a 27. listopadu 1971. 

## Popis voleb a dobových souvislostí
Šlo o první volby konané v Československu po invazi vojsk Varšavské smlouvy roku 1968 a nástupu normalizace. Jednalo se o jednotně konané volby do zastupitelských orgánů Československa, kdy se během jednoho volebního aktu rozhodovalo o složení zastupitelských sborů na všech úrovních. V rámci normalizačního procesu byly volby několikrát odloženy.
Před volbami byli zavřeni Jaromír Dus a Ladislav Hejdánek za šíření letáků, kterými upozorňovali, že podle platného volebního zákona byla také možnost nevolit. Jaromír Dus strávil ve vazbě asi deset měsíců, po rozsudku byl vězněn ještě čtyři měsíce  na Borech. Ladislav Hejdánek byl ve vazbě půl roku, poté byl odsouzen nepodmíněně na 9 měsíců.
V rámci voleb proběhly volby do následujících sborů: 
- volby do místních národních výborů a městských národních výborů (včetně obvodních národních výborů)
- volby do okresních národních výborů
- volby do krajských národních výborů
- volby do České národní rady
- volby do Slovenské národní rady
- volby do Sněmovny národů Federálního shromáždění
- volby do Sněmovny lidu Federálního shromáždění

Jak bylo v tehdejším Československu obvyklé, tak ve volbách opět kandidovala pouze jednotná kandidátka. Oproti předchozím volbám občané ve větší míře využívali možnost vyškrtnutí jednotlivých kandidátů na listině. Jednotná kandidátka Národní fronty získala do MNV 99,85 %, do OVN 99,77 %, do KNV 99,84 %, do ČNR 99,78 %, do SNR 99,94 %, do SN FS 99,77 % a do SL FS 99,81 % hlasů při volební účasti 99,45 %.